# 350969 Boiohaemum
350969 Boiohaemum è un asteroide della fascia principale. Scoperto nel 2003, presenta un'orbita caratterizzata da un semiasse maggiore pari a 3,0354317 UA e da un'eccentricità di 0,1767856, inclinata di 1,44334° rispetto all'eclittica.